# Anopheles riparis
Anopheles riparis este o specie de țânțari din genul Anopheles, descrisă de King și Francisco E. Baisas în anul 1936.
Este endemică în Filipine. Conform Catalogue of Life specia Anopheles riparis nu are subspecii cunoscute.